# Otto Seegy
Otto Seegy (* 2. Juli 1859 in Burg; † 25. Juli 1939 in Nürnberg) war ein deutscher Architekt und Baubeamter.

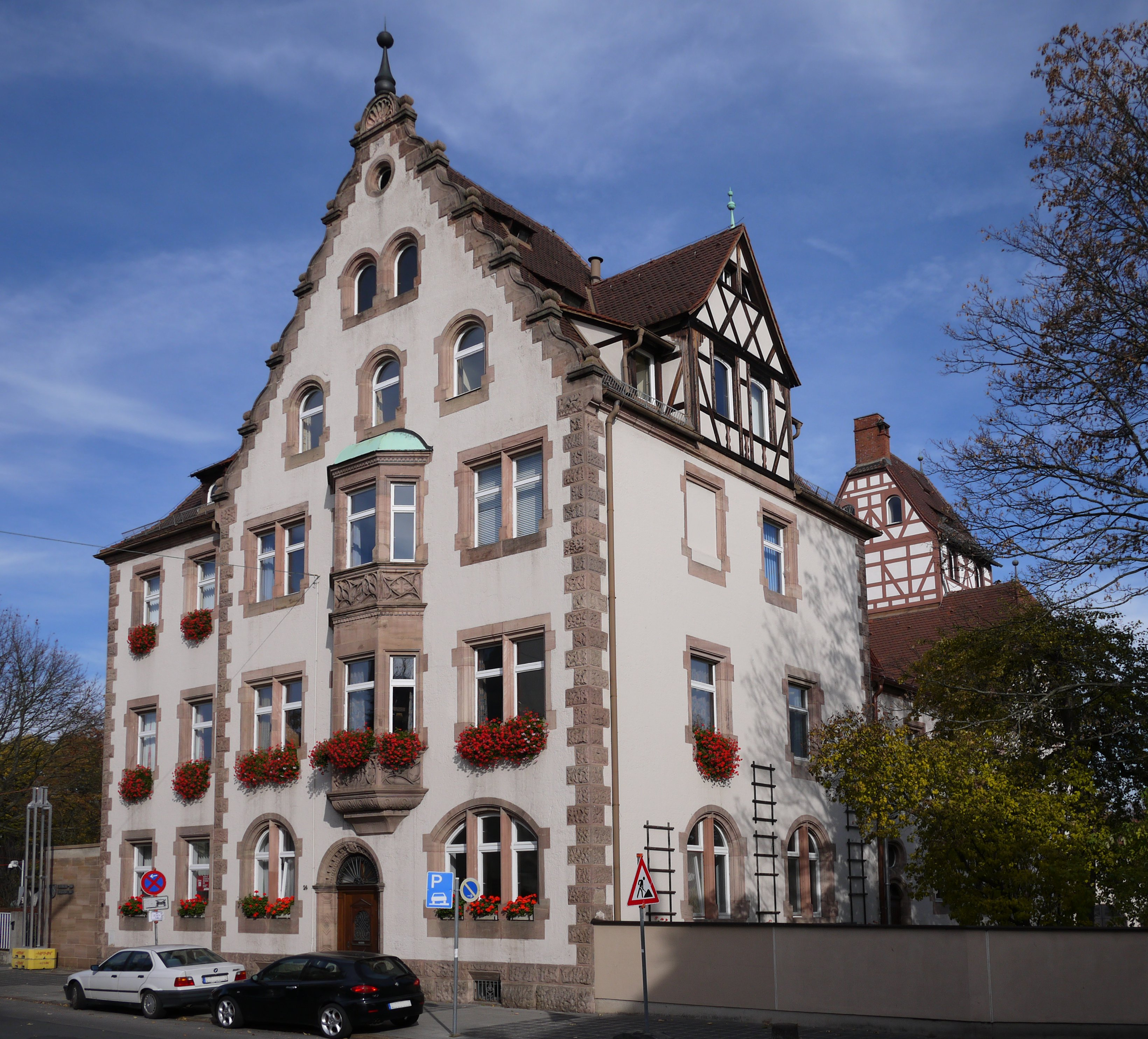
Feuerwache West, Nürnberg

## Leben
Seegy stand von 1896 bis 1924 als Architekt in Diensten der Nürnberger Stadtverwaltung. Zuletzt war er als Oberbaurat der Stadt tätig.
Sein Sohn Friedrich war ebenfalls Architekt.

## Bauten

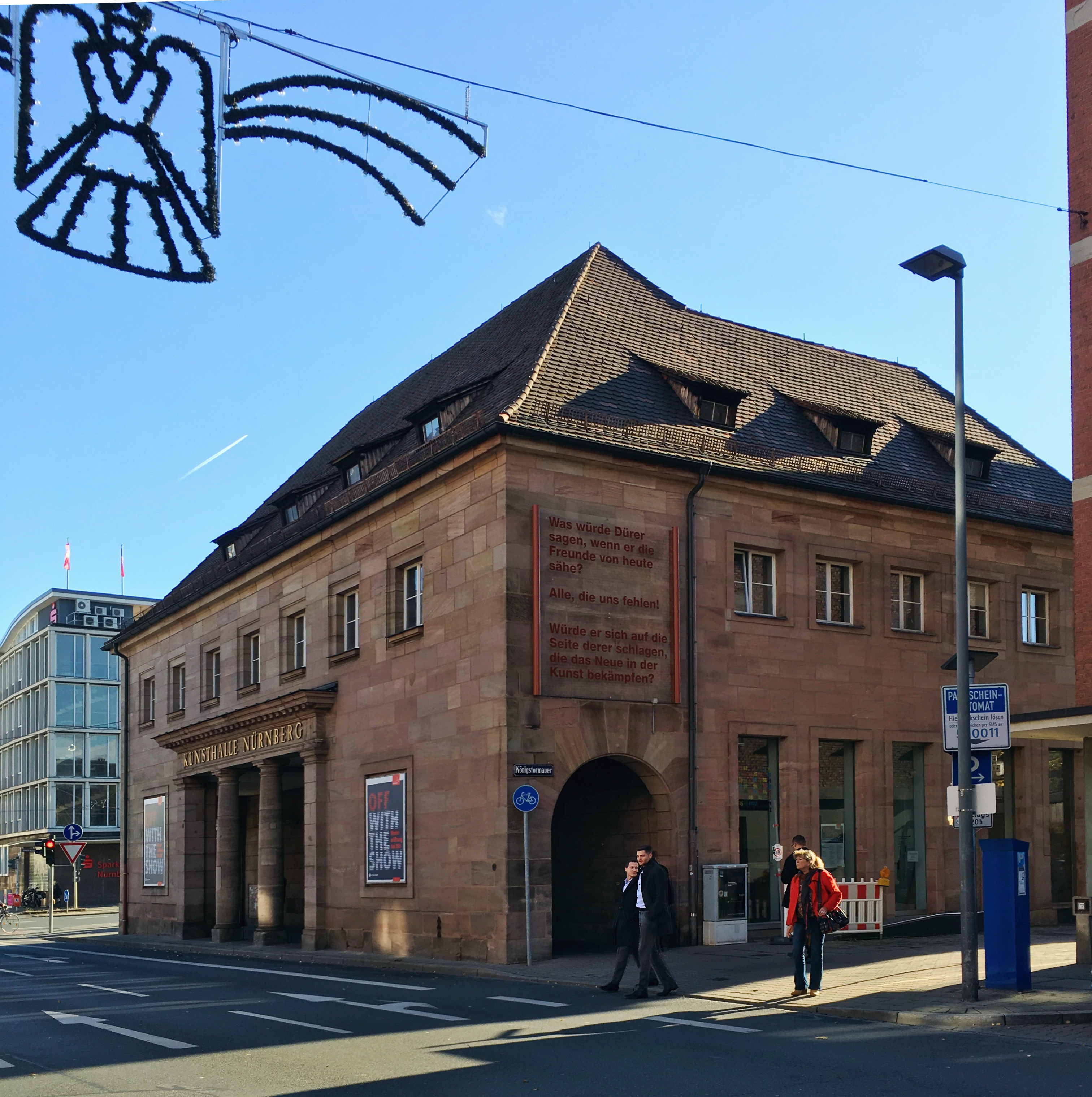
Kunsthalle, Nürnberg

- Johann-Daniel-Preißler-Schule, Gostenhof
- Schulhaus Reutersbrunnenstraße
- Feuerwache West, Nürnberg[3][4] (unter Denkmalschutz)
- Hauptfeuerwache, Nürnberg
- Künstlerhaus Nürnberg mit Conradin Walther[5][6][7]  (unter Denkmalschutz)
- 1912: Kunsthalle Nürnberg (unter Denkmalschutz)
- 1913: Erweiterung – Kopfbau des Marientorzwingers mit Heinrich Wallraff[8]

## Auszeichnungen und Preise
- Ritter IV. Klasse des Verdienstordens vom Heiligen Michael[9]